# Trubiska
Trubiska je lovecký zámeček a zároveň samota obce Pozděchov, od které se nachází přibližně 2,5 km jihovýchodním směrem.

## Historie
V roce 1815 se novými majiteli vizovického panství stali Stillfriedové z Ratěnic, kteří nechali někdy kolem poloviny 19. století v lesích u Pozděchova postavit dřevěný lovecký zámeček. Hlavním důvodem výstavby byla snaha o vytvoření zázemí šlechty pro lovy v pozděchovských lesích; kromě toho zámeček sloužil také jako místo k oddechu a zábavě. V okolí se nachází několik rybníků (např. Kačeňák a Hubertek), které dnes plní funkce retenčních nádrží. V roce 1945 bylo panství Stillfriedům na základě Benešových dekretů zkonfiskováno a zámeček připadl státu. Ten se o něj nestaral a objekt tak rychle chátral. S opravami započal až nový majitel, kterým se v roce 1968 stalo Myslivecké sdružení Trubiska-Pozděchov. Jako první byla provedena oprava střechy hlavní budovy. Myslivecké sdružení ve spolupráci s Obecním úřadem Pozděchov a řadou firem objekt rekonstruuje do současnosti.
Dnes na samotě Trubiska kromě vlastního loveckého zámečku najdeme také mysliveckou chatu a pódium s parketem. Uprostřed areálu roste dvojice javorů. V blízkosti samoty je upravená studánka, ve které v minulosti tekl sirný pramen (dnes již údajně vyschlý).

## Dostupnost
Okolo zámečku prochází zelená turistická stezka mířící od Valašské Polanky na Ploštinu a modrá značka z Pozděchova na Lužnou. Začíná tady žlutá turistická značka do Lačnovských skal.